# Huata (Huánuco)
Huata (posiblemente en escritura Quechua,Wata) es un sitio arqueológico en Perú. Ubicado en el departamento de Huánuco, provincia de Huamalíes, distrito de Singa, en la jurisdicción del poblado de Bellas Flores.

## Acceso
Para llegar al sitio arqueológico, se parte desde la ciudad de Singa hasta el poblado de Bellas Flores o alternativamente hacia el poblado de San José de Paucar, ya sea en movilidad motorizada (auto o moto lineal) o alternativamente mediante caminata. Una vez llegado a cualquiera de los pueblos mencionados, se prosigue únicamente a pie, por los respectivos caminos de herradura.

## Descripción

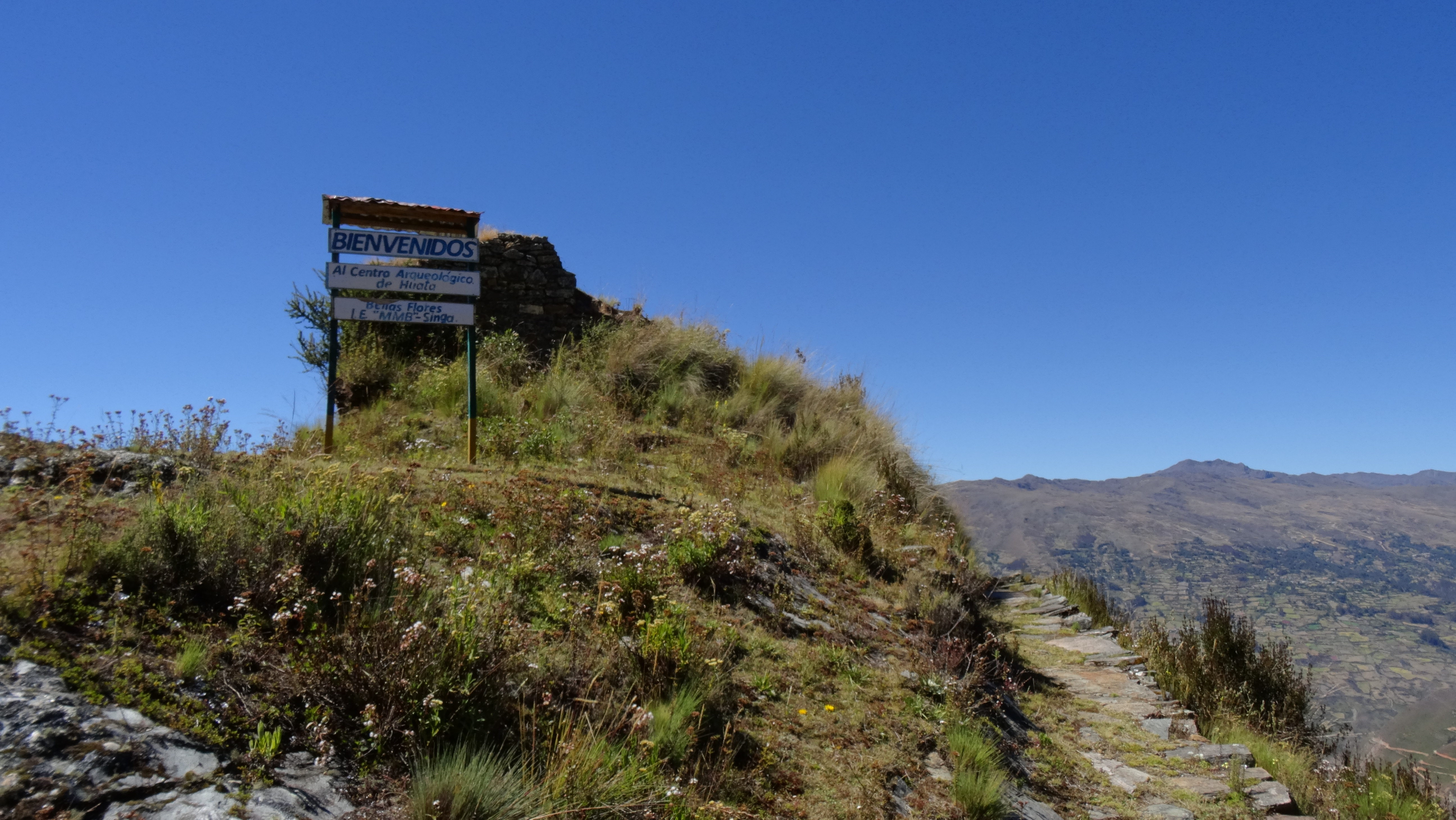
Cartel que indica al ingreso al complejo arqueológico.

El complejo situado en una altura de aproximadamente 3889 m s. n. m., en el filo de una montaña, el cual esta bordeado por los ríos Luyan (flanco norte) y Llacta, los cuales se unen formando el río Jagra, el cual en descenso desemboca hacia el río Marañón.
En su ingreso, elaborados con piedra en laja unidas con argamasa, destaca dos torreones por su altura notable, siendo considerados Los rascacielos precolombinos, pues en ninguna parte de América hay construcciones precoloniales de dicho estilo.

## Galería
- Wikimedia Commons alberga una categoría multimedia sobre Huata.